# マーシー・ランキン
マーシー・ランキン(Marcy Rheintgen[ˈræŋk.ɪn])は、アメリカ合衆国の大学生であり、2025年にフロリダ州議会議事堂の女性用トイレで手を洗っていたところを逮捕された。
フロリダ州では性別に応じて施設利用の要件をさだめた法律（Facility Requirements Based on Sex Act）が制定されており、ランキンはこの法律に違反したとして2025年3月19日に逮捕・拘束された。ランキンはこの法律にもとづいて逮捕された最初の人物とされている。

## 事件に対する反響
ランキンは逮捕される1週間前に、この法律に抗議する目的で3月19日にフロリダ州議会議事堂の女性トイレを使用する計画であることをフロリダ州の議員宛てに約160通の手紙を送っていた。この手紙には本人確認用の顔写真も同封されていた。手紙のなかでランキンは「心の中ではあなたがたはトランスジェンダーもまた人間だとわかっているはずだ。逮捕すれば居なくなるわけではない」と書いている。
予告された日に、ランキンは『タンパベイ・タイムズ』紙の記者ロミー・エレンボーゲンとともに議事堂に向かった。女性用トイレの前で2人の警察官にトイレを使わないよう警告されたが、ランキンは「法律を破りに来た」と宣言して、トイレの中に入り、手を洗った。それから60秒も経たないうちに、ランキンは警察に手錠をかけられトイレの中で逮捕された。もともと出廷通知を交付する予定だと警察から伝えられていたが、実際には出廷通知で済まされる条件を満たさないとして逮捕に切り替えられた。
ランキンはレオン郡の拘置施設に移送されて一晩を過ごし、24時間後に公判前釈放制度により拘留を解かれ、第2級不法侵入により起訴された。有罪となれば最長で60日の拘留が課される可能性がある。なお警察による供述調書では、ランキンの出生時の名前が記載され男性代名詞が使われていた。裁判は2025年5月に行われる予定である。ランキンの逮捕の翌週、「いクオリティ・フロリダ」の事務局長ナディーン・スミスは抗議の声をあげ、 このように法が執行されたところで、市民の安全の確保にはならず、トランス女性に対する差別が助長されるだけだ、とうったえた<。

## 人物
ランキンはイリノイ州在住の大学生である。フロリダはランキンにとって「第二の故郷」だった。エレンボーゲンによる記事ではランキンは穏健的な保守寄りと表現されていたが、ランキン自身はそれをうけて自らを中道的な人間だと自称している。